# Sielecka Góra
Sielecka Góra – drugie najwyższe wzniesienie Wzgórz Opoczyńskich i powiatu opoczyńskiego, o wysokości 285,6 m n.p.m. (nieznacznie niższa od pobliskiej Diablej Góry). Znajduje się w okolicach wsi Sielec w gminie Żarnów, w pobliżu kamieniołomów. Dostęp do wzniesienia jest możliwy drogami polnymi, w pobliżu jego szczytu znajduje się wysoka antena. Wzgórze jest częściowo zalesione, rozciąga się z niego widok na okoliczne wzniesienia.